# Sumiyoshi Taisha

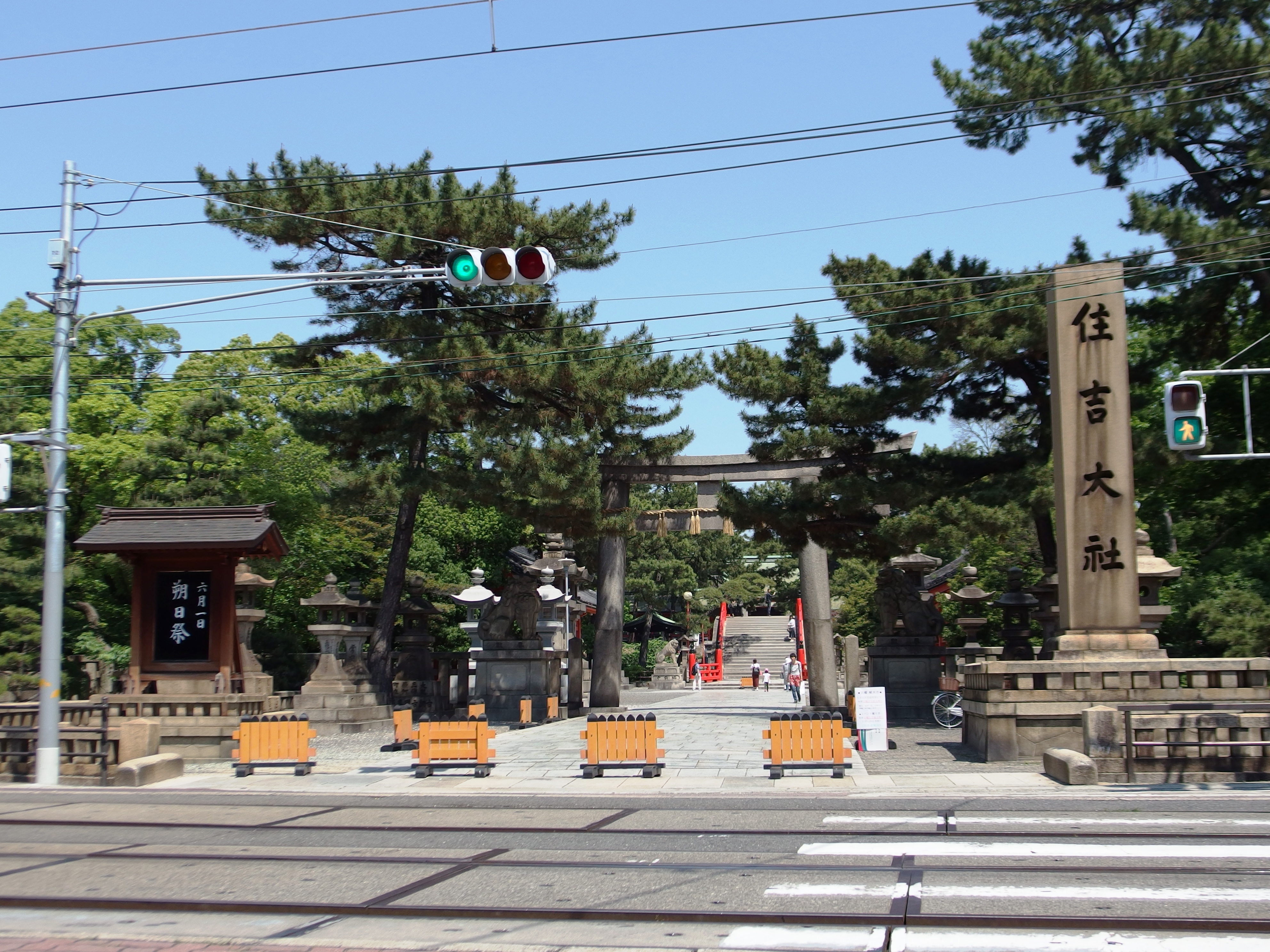
Entrada principal del Sumiyoshi Taisha.

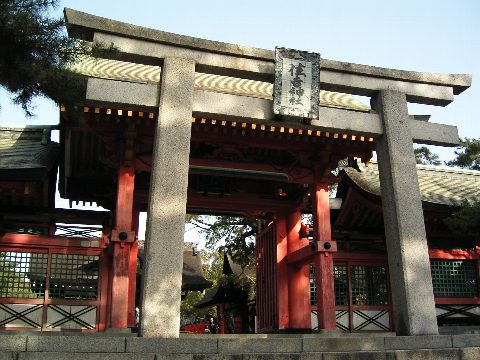
Entrada trasera del Sumiyoshi Taisha.

Sumiyoshi Taisha (住吉大社?) es un santuario Shintō localizado en el barrio de Sumiyoshi-ku en la ciudad de Osaka, Japón. Es el santuario principal de todos los santuarios Sumiyoshi en Japón. Sin embargo, el santuario más antiguo que rinde tributo al Sumiyoshi Sanjin, los tres kami Sumiyoshi, es el santuario Sumiyoshi en Hakata.

## Historia
Sumiyoshi Taisha fue fundado por Tamomi no Sukune en el noveno año del reinado del decimocuarto Emperador de Japón, el Emperador Chūai (en el año 211). Sukune fue un miembro de una familia poderosa de la región de Gokishichidō (actual Shichidō en Sakai (Osaka)); tras la llegada de la Emperatriz Consorte Jingū Kōgō a la región luego de realizar la invasión a Corea sin batalla, le otorgó el nombre de Owari al clan de Sukune y pidió que se adorara al Sumiyoshi Sanjin en un templo, según ella todo esto lo supo a través de un oráculo de Amaterasu y Sumiyoshi Sanjin. Posteriormente, la propia emperatriz fue adorada en Sumiyoshi. El clan Tsumori, descendiente del hijo de Tamomi no Sukune, obtuvo la posición de Sumo Sacerdote (Gūji) desde el reinado del Emperador Ōjin.
Este santuario tiene relación con la antigua realeza de la región de Yamato, y protegía sobre todo a las misiones imperiales a China. El clan Tsumori, era también encargado de administrar las naves de las misiones. Dichas misiones partían de Suminoe no Tsu, un puerto en el río Hosoegawa, al sur del santuario. Suminoe no Tsu es considerado el puerto internacional más antiguo de Japón y fue inaugurado durante el reinado del Emperador Nintoku (siglo V); este lugar también fue la entrada de la Ruta de la Seda hacia Japón.
En el Genji Monogatari de Murasaki Shikibu, el santuario fue escenario en algunos capítulos en donde se relata a Akashi. También en el cuento folklórico Issun-bōshi, una pareja de ancianos que no habían tenido hijos oraron en el Sumiyoshi Taisha; tras las oraciones, tuvieron un hijo durante el viaje.
Durante la era Nanbokuchō, el santuario fue lugar temporal del trono del Emperador Go-Murakami, de la Corte del Sur. Esta ocupación duró alrededor de una década, y fue considerado como capital de la corte durante esta visita. Tras la muerte del Emperador Go-Murakami en el templo, su hijo, el Emperador Chōkei fue entronizado en el mismo lugar.

## Santuarios
Sumiyoshi Taisha deidifica a los grandes dioses de Suimoyshi (住吉大神 Sumiyoshi Ōkami?) (también conocidos como Sumiyoshi no Ōgami no Miya (住吉大神宮?)): el Sumiyoshi Sanjin, compuesto por tres kami, Sokotsutsu no Onomikoto, Nakatsusu no Onomikoto y Uwatsutsu no Onomikoto; y a Jingū Kōgō (Okinagatarashihime no Mikoto).

### Santuario Principal
Sumiyoshi Taisha posee cuatro santuarios principales (本宮 hongū?), cada uno dedicado a uno de los dioses principales:
- Primer Santuario Principal (第一本宮 Dai-ichi hongū?): dedicado a Sokotsutsu no Onomikoto (底筒男命?);
- Segundo Santuario Principal (第二本宮 Dai-ni hongū?): dedicado a Nakatsutsu no Onomikoto (中筒男命?);
- Tercer Santuario Principal (第三本宮 Dai-san hongū?): dedicado a Uwatsutsu no Onomikoto (表筒男命?);
- Cuarto Santuario Principal (第四本宮 Dai-yon hongū?): dedicado a Okinagatarashihime no Mikoto (息長足姫命?   Jingū Kōgō).

### Sessha
- Ō-umi-jinja (大海神社?): dedicado a Toyotamahiko no Mikoto y Toyotamahime no Mikoto;
- Wakamiya Hachimangū (若宮八幡宮?): dedicado al Emperador Ōjin (deidificado como Hachiman);
- Shiga-jinja (志賀神社?): dedicado a Watatsumi;
- Funetama-jinja (船玉神社?): dedicado a Ametorifune no Mikoto.

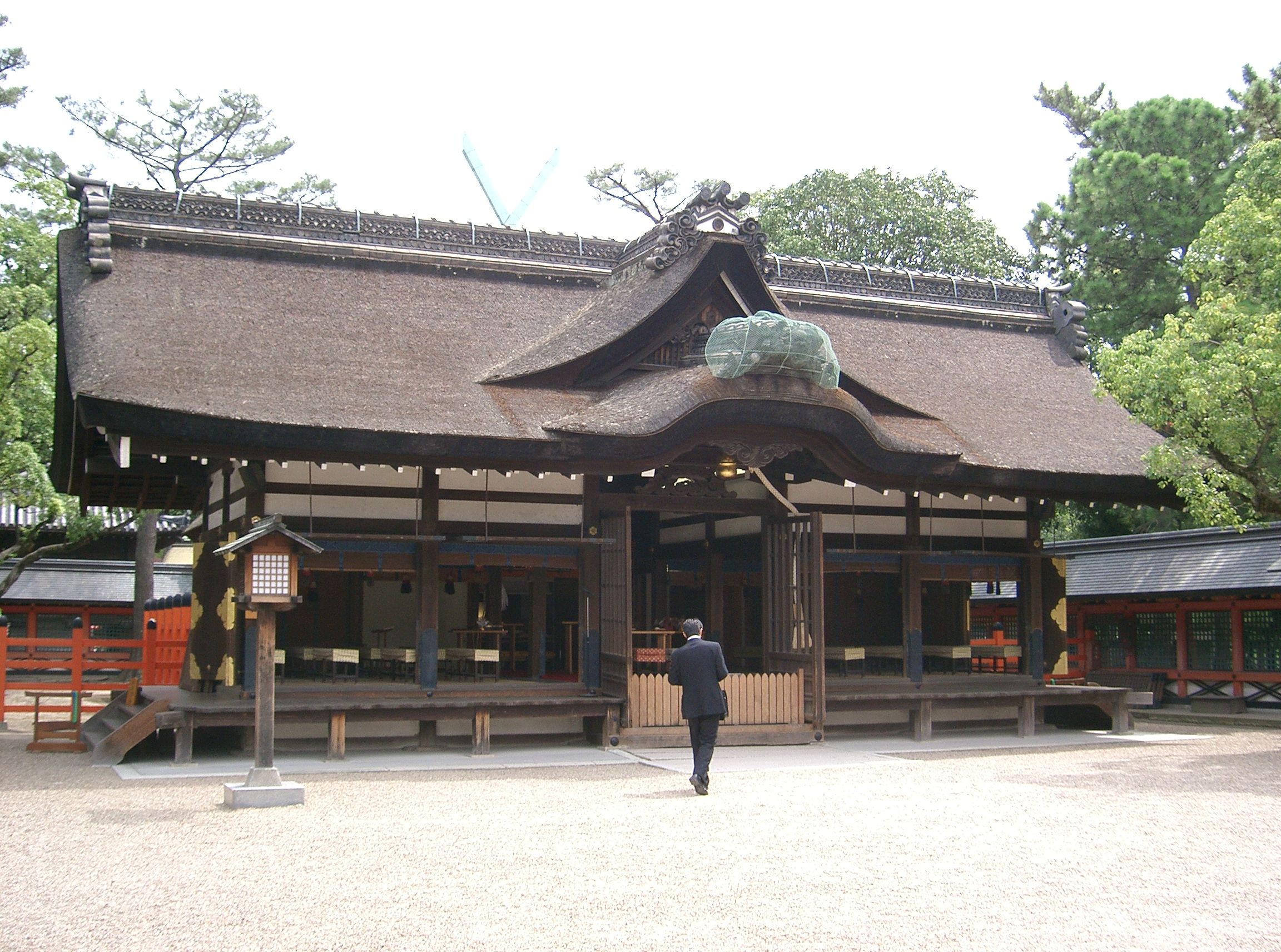
Primer Santuario Principal
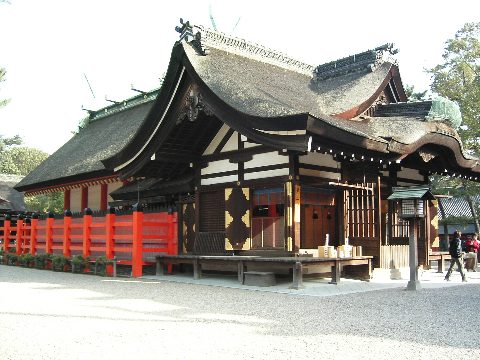
Segundo Santuario Principal
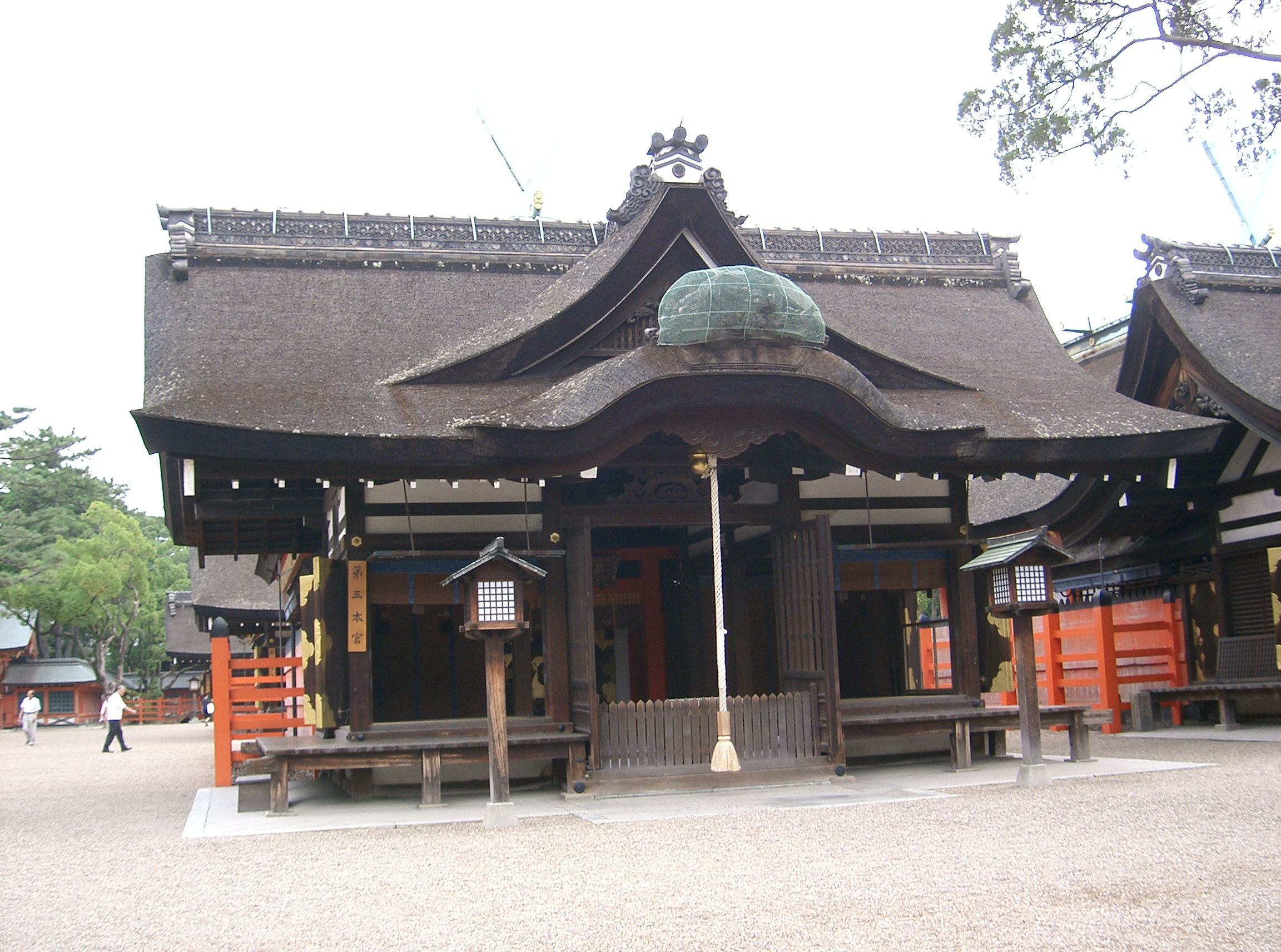
Tercer Santuario Principal
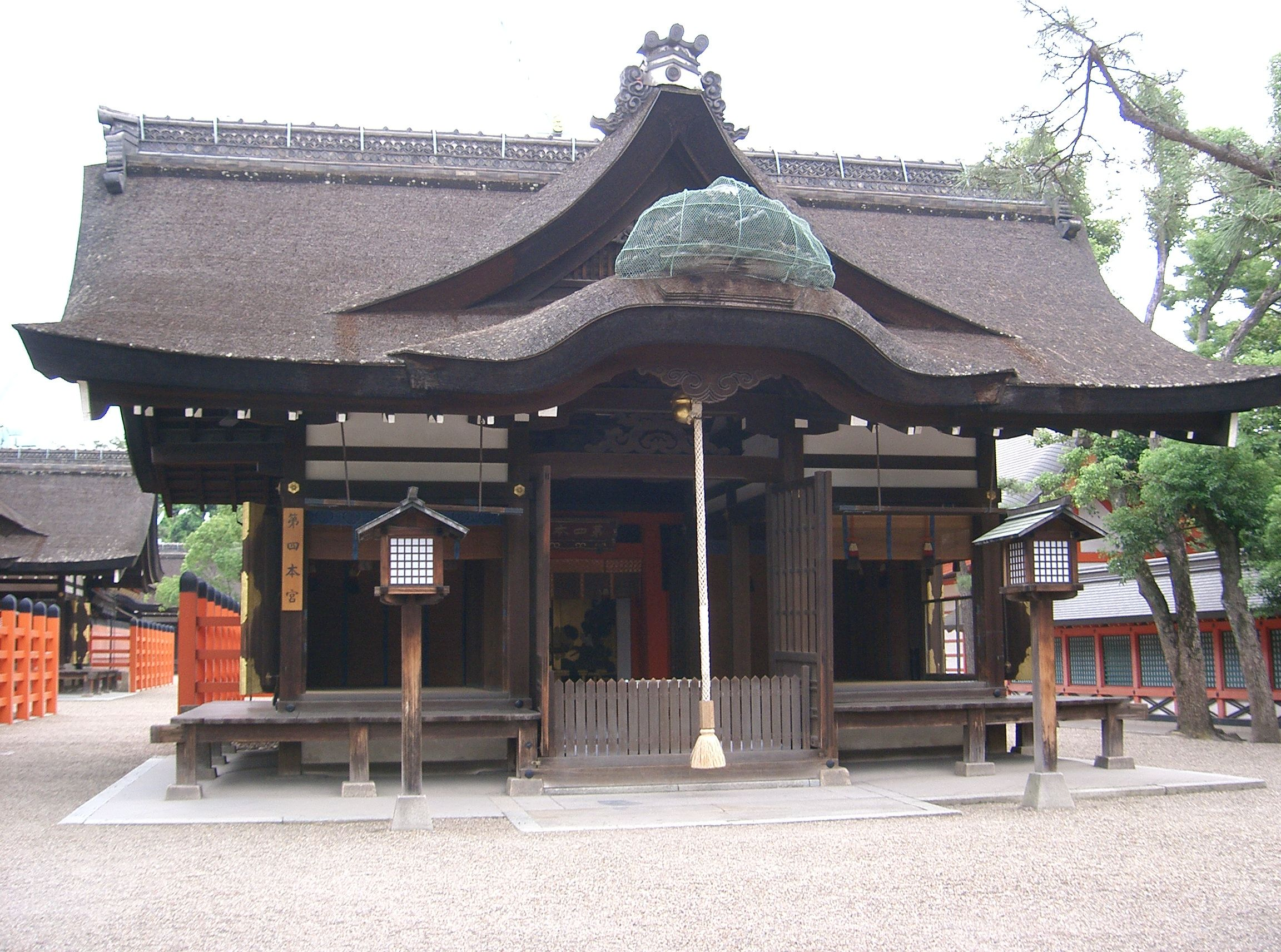
Cuarto Santuario Principal

### Otros
Adicionalmente existen alrededor de 25 massha y nueve santuarios de menor categoría.
También dentro del santuario existen varias facilidades, y algunos lugares destacados como el puente del santuario (%E4%BD%8F%E5%90%89%E5%8F%8D%E6%A9%8B Sumiyoshi Taisha-hashi?), el Ishibutai (石舞台?), el Kaguraden, el torii de piedra conocido como Kakutorii (角鳥居?), entre otros.

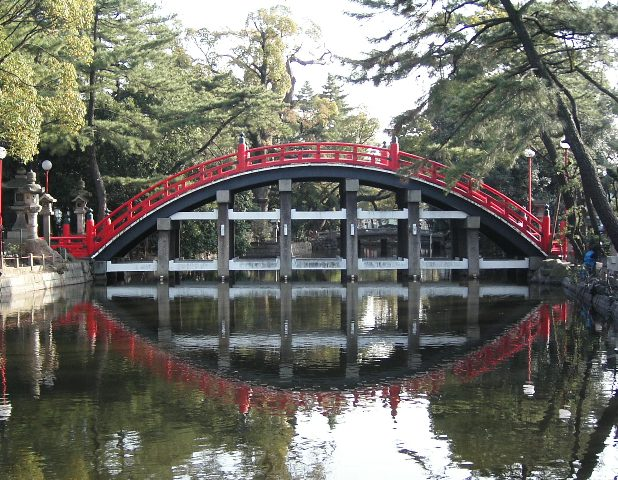
Puente de Sumiyoshi Taisha
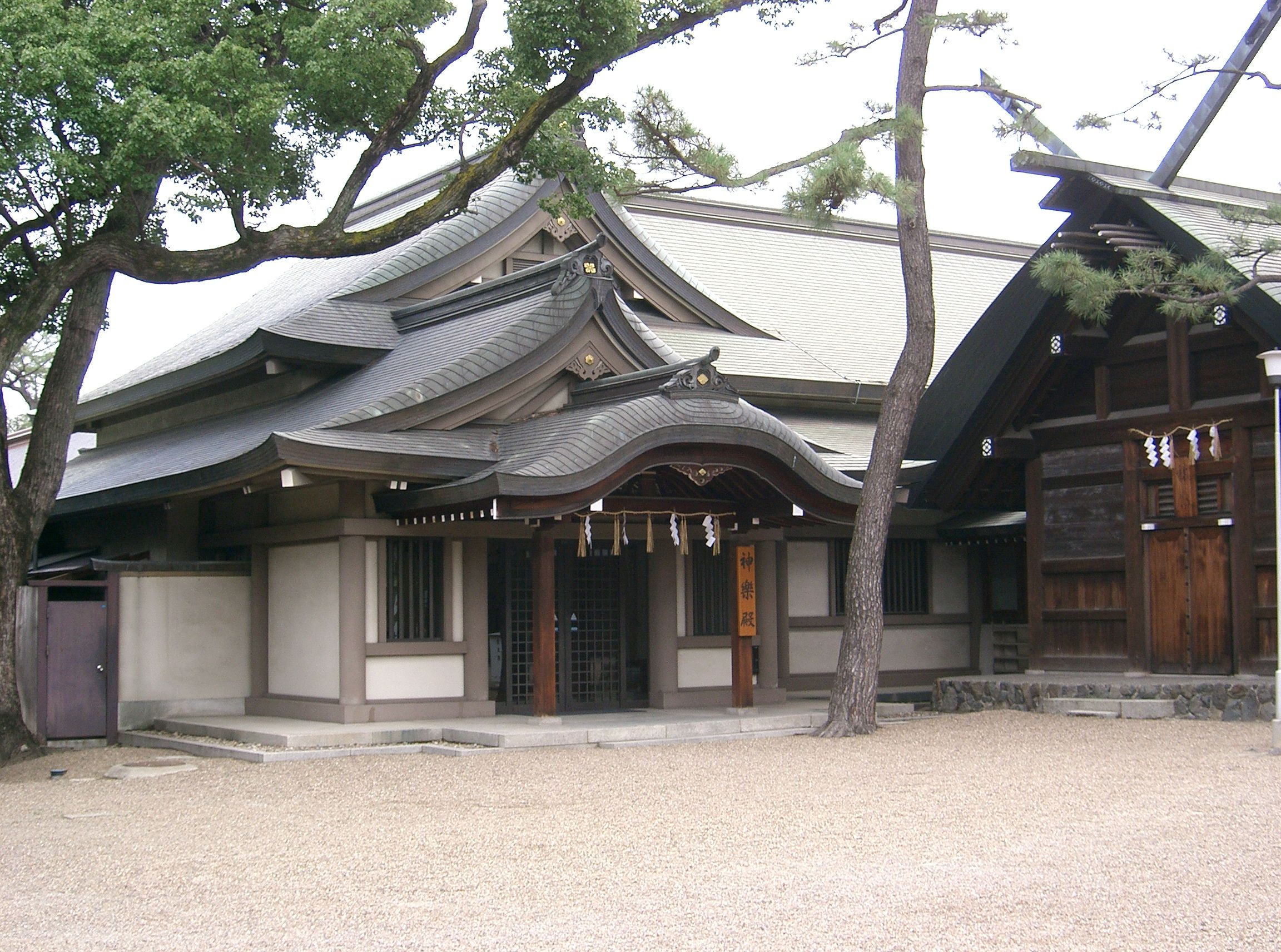
Kaguraden
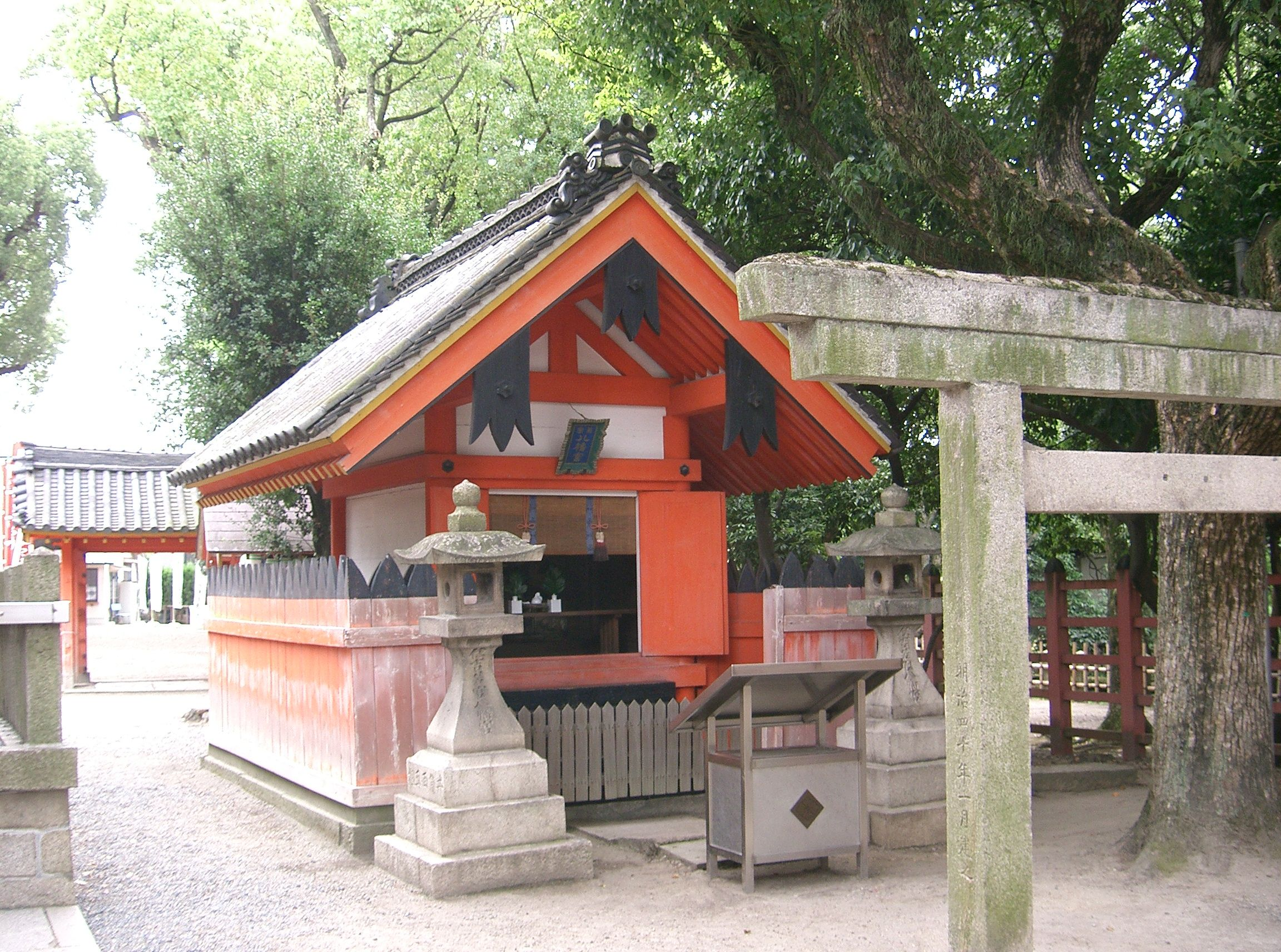
Wakamiya Hachimangū
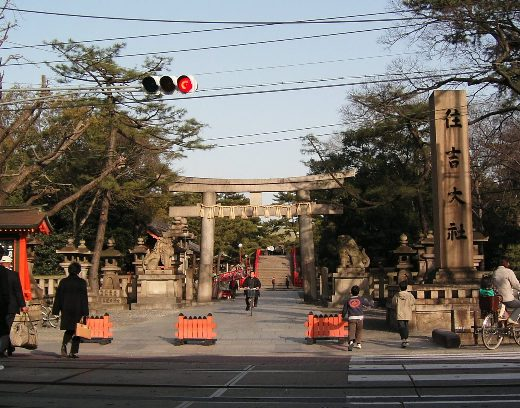
Entrada oeste (Seimon)

## Arquitectura

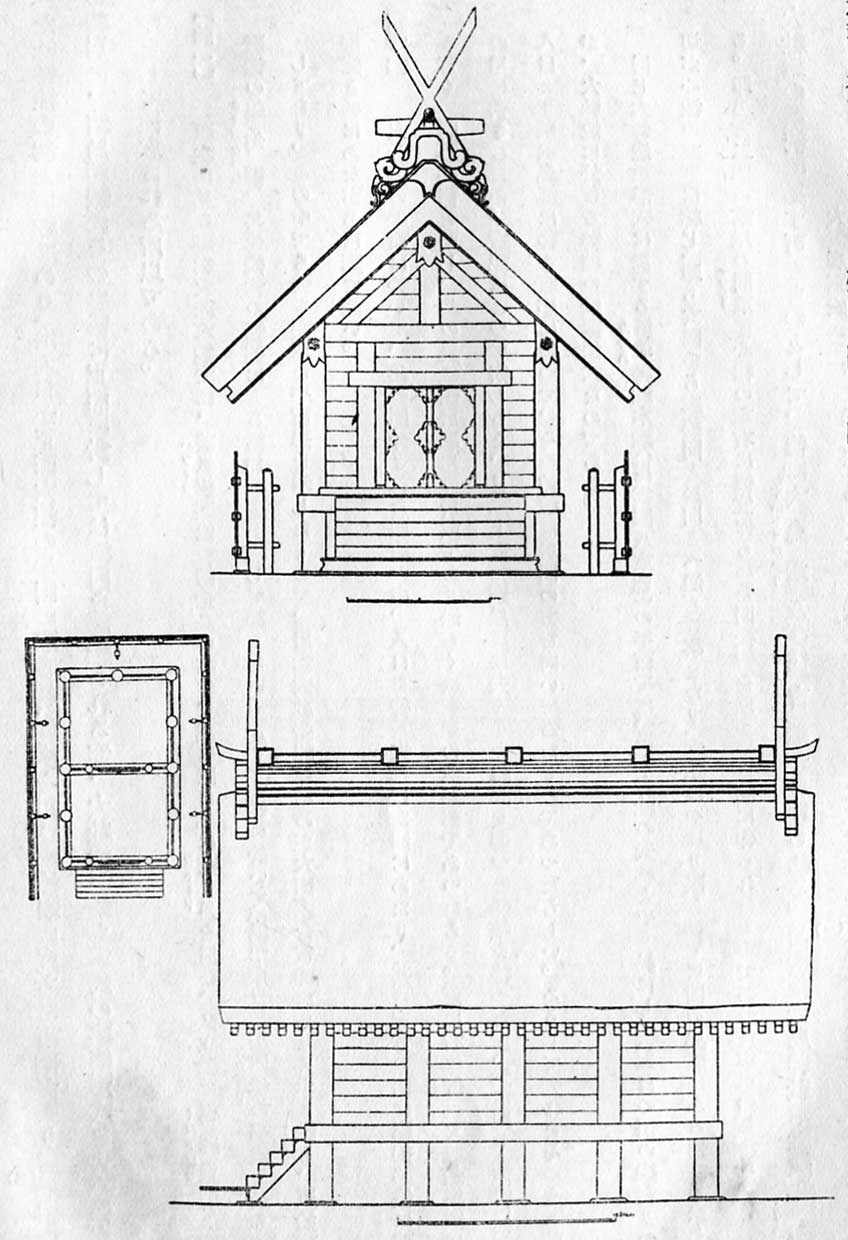
Estructura de los santuarios principales.

El estilo arquitectónico de los santuarios principales es conocido como Sumiyoshi-zukuri, y es considerado un tesoro nacional. Posee las siguientes características:
- Los pilares, vigas y gabletes están pintados de color bermellón, y el zócalo es de tiza blanca;
- El techo está hecho de corteza de ciprés y los gabletes están dispuestos en línea recta y son resistentes;
- La entrada y la salida están alineadas en el estilo sainyū.

Posee una estructura llamada okichigi (置千木?) sobre el techo del santuario principal, así como cinco katsuogi (堅魚木?) cuadrados, dispuestos también sobre el techo. No hay corredores sobre el santuario, y está rodeado con una valla llamada tamagaki (玉垣?) y este a su vez está rodeada por otra valla llamada ara-imi (荒忌垣?). Los pilares son redondos y están asentados sobre fundaciones de piedra. Las tablas entre los pilares son horizontales. El área visto desde el frente es la nave, y la posterior es el santuario interior y el segundo cuarto.

## Celebraciones
La principal festividad que se realiza es el Sumiyoshi-sai (住吉祭?), celebrado entre el 31 de julio y el 1 de agosto. De manera especial, se realiza la ceremonia de reconstrucción del santuario (式年遷宮 Shikinen Sengū?); pero éstas son realizadas de manera irregular (en el siglo XX sólo se realizó en cuatro ocasiones: 1901, 1936, 1961 y 1991, siendo la última la 48.º reconstrucción).